# Legjobb férfi alakítás díja (cannes-i fesztivál)
A Legjobb férfi alakítás díja (franciául: Prix d’interprétation masculine) a Cannes-i fesztiválon átadott elismerés. A fesztivál nagyjátékfilm zsűrije ítéli oda annak a színésznek, aki a legjobb teljesítményt nyújtja a hivatalos válogatás versenyfilmjei valamelyikében.
Első alkalommal 1946-ban adták át, azonban az 1950-es években több ízben is előfordult, hogy nem került kiosztásra. 1955-ben a díj elnevezése Legjobb alakítás díjára (Prix d’interprétation) változott, és nem csak színészek, hanem színésznők, sőt szereplőgárdák is részesülhettek ebben az elismerésben. Egy évvel később a neve a Legjobb alakítás nemzetközi díja (Prix international de la meilleure interprétation) lett, továbbra is a nemek megkülönböztetése nélkül (abban az évben nő kapta), majd visszatértek az eredeti elnevezéshez.

## Díjazottak
| Év   | Színész                                                                    | Magyar cím                                                 | Eredeti cím                                                                                           | Ország                                                     | Megj.       |
| ---- | -------------------------------------------------------------------------- | ---------------------------------------------------------- | --- | ---------------------------------------------------------- | ----------- |
| 1946 | Ray Milland                                                                | Férfiszenvedély                                            | The Lost Weekend                                                                                      | USA                                                        |             |
| 1947 | A díjat nem osztották ki.                                                  | A díjat nem osztották ki.                                  | A díjat nem osztották ki.                                                                             | A díjat nem osztották ki.                                  |             |
| 1948 | A fesztivált pénzügyi nehézségek miatt nem rendezték meg.                  | A fesztivált pénzügyi nehézségek miatt nem rendezték meg.  | A fesztivált pénzügyi nehézségek miatt nem rendezték meg.                                             | A fesztivált pénzügyi nehézségek miatt nem rendezték meg.  |             |
| 1949 | Edward G. Robinson                                                         | Idegenek háza                                              | House of Strangers                                                                                    | USA                                                        |             |
| 1950 | A fesztivált pénzügyi nehézségek miatt nem rendezték meg.                  | A fesztivált pénzügyi nehézségek miatt nem rendezték meg.  | A fesztivált pénzügyi nehézségek miatt nem rendezték meg.                                             | A fesztivált pénzügyi nehézségek miatt nem rendezték meg.  |             |
| 1951 | Michael Redgrave                                                           | Felsőbb osztályba léphet                                   | The Browning Version                                                                                  | GBR                                                        |             |
| 1952 | Marlon Brando                                                              | Viva Zapata!                                               | Viva Zapata!                                                                                          | USA                                                        |             |
| 1953 | A díjat nem osztották ki.                                                  | A díjat nem osztották ki.                                  | A díjat nem osztották ki.                                                                             | A díjat nem osztották ki.                                  | [ 1 ]       |
| 1954 | A díjat nem osztották ki.                                                  | A díjat nem osztották ki.                                  | A díjat nem osztották ki.                                                                             | A díjat nem osztották ki.                                  |             |
| 1955 | Spencer Tracy                                                              | Rossz nap Black Rocknál                                    | Bad Day at Black Rock                                                                                 | USA                                                        | (megosztva) |
| 1955 | Teljes szereplőgárda                                                       | A Zsurbin család                                           | Bolsaja szemja                                                                                        | URS                                                        | (megosztva) |
| 1956 | Nem férfi alakításnak ítélték a díjat.                                     | Nem férfi alakításnak ítélték a díjat.                     | Nem férfi alakításnak ítélték a díjat.                                                                | Nem férfi alakításnak ítélték a díjat.                     | [ 3 ]       |
| 1957 | John Kitzmiller                                                            | A béke völgye                                              | Dolina Miru                                                                                           | ITA                                                        |             |
| 1958 | Paul Newman                                                                | Hosszú, forró nyár                                         | The Long, Hot Summer                                                                                  | USA                                                        |             |
| 1959 | Bradford Dillmann, Dean Stockwell, Orson Welles                            | –––                                                        | Compulsion                                                                                            | USA                                                        |             |
| 1960 | A díjat nem osztották ki.                                                  | A díjat nem osztották ki.                                  | A díjat nem osztották ki.                                                                             | A díjat nem osztották ki.                                  |             |
| 1961 | Anthony Perkins                                                            | Szereti ön Brahmsot?                                       | Goodbye Again                                                                                         | USA                                                        |             |
| 1962 | Dean Stockwell, Ralph Richardson, Jason Robards                            | Hosszú út az éjszakába                                     | Long Day's Journey into Night                                                                         | USA                                                        | (megosztva) |
| 1962 | Murray Melvin                                                              | Egy csepp méz                                              | A Taste of Honey                                                                                      | GBR                                                        | (megosztva) |
| 1963 | Richard Harris                                                             | Egy ember ára                                              | This Sporting Life                                                                                    | GBR                                                        |             |
| 1964 | Páger Antal                                                                | Pacsirta                                                   | Pacsirta                                                                                              | HUN                                                        | (megosztva) |
| 1964 | Saro Urzì                                                                  | Elcsábítva és elhagyatva                                   | Sedotta e abbandonata                                                                                 | ITA                                                        | (megosztva) |
| 1965 | Terence Stamp                                                              | A lepkegyűjtő                                              | The Collector                                                                                         | GBR                                                        |             |
| 1966 | Per Oscarsson                                                              | Éhség                                                      | Sult                                                                                                  | SWE                                                        |             |
| 1967 | Oded Kotler                                                                | –––                                                        | Shlosha Yamim Veyeled (שלושה ימים וילד)                                                               | ISR                                                        |             |
| 1968 | Az 1968. májusi zavargások miatt a fesztivál félbeszakadt.                 | Az 1968. májusi zavargások miatt a fesztivál félbeszakadt. | Az 1968. májusi zavargások miatt a fesztivál félbeszakadt.                                            | Az 1968. májusi zavargások miatt a fesztivál félbeszakadt. |             |
| 1969 | Jean-Louis Trintignant                                                     | Z, avagy egy politikai gyilkosság anatómiája               | Z | FRA                                                        |             |
| 1970 | Marcello Mastroianni                                                       | Féltékenységi dráma                                        | Dramma della gelosia – tutti i particolari in cronaca                                                 | ITA                                                        |             |
| 1971 | Riccardo Cucciolla                                                         | Sacco és Vanzetti                                          | Sacco és Vanzetti                                                                                     | ITA                                                        |             |
| 1972 | Jean Yanne                                                                 | Nem együtt öregszünk meg                                   | Nous ne vieillirons pas ensemble                                                                      | FRA                                                        |             |
| 1973 | Giancarlo Giannini                                                         | Film a szerelemről és az anarchiáról                       | Film d'amore e d'anarchia, ovvero 'stamattina alle 10 in via dei Fiori nella nota casa di tolleranza… | ITA                                                        |             |
| 1974 | Jack Nicholson                                                             | Az utolsó szolgálat                                        | The Last Detail                                                                                       | USA                                                        |             |
| 1975 | Vittorio Gassman                                                           | A nő illata                                                | Profumo di donna                                                                                      | ITA                                                        |             |
| 1976 | José Luis Gómez                                                            | –––                                                        | Pascual Duarte                                                                                        | ESP                                                        |             |
| 1977 | Fernando Rey                                                               | Életem, Elisa                                              | Elisa, vida mía                                                                                       | ESP                                                        |             |
| 1978 | Jon Voight                                                                 | Hazatérés                                                  | Coming Home                                                                                           | USA                                                        |             |
| 1979 | Jack Lemmon                                                                | Kína-szindróma                                             | The China Syndrome                                                                                    | USA                                                        |             |
| 1980 | Michel Piccoli                                                             | Ugrás a semmibe                                            | Salto nel vuoto                                                                                       | ITA                                                        |             |
| 1981 | Ugo Tognazzi                                                               | Egy nevetséges ember tragédiája                            | La tragedia di un uomo ridicolo                                                                       | ITA                                                        |             |
| 1982 | Jack Lemmon                                                                | Eltűntnek nyilvánítva                                      | Missing                                                                                               | USA                                                        |             |
| 1983 | Gian Maria Volonté                                                         | Mario Ricci halála                                         | La mort de Mario Ricci                                                                                | ITA                                                        |             |
| 1984 | Alfredo Landa, Francisco Rabal                                             | Aprószentek                                                | Los santos inocentes                                                                                  | ESP                                                        | (megosztva) |
| 1985 | William Hurt                                                               | A Pókasszony csókja                                        | Kiss of the Spider Woman                                                                              | USA                                                        |             |
| 1986 | Michel Blanc                                                               | Estélyi ruha                                               | Tenue de soirée                                                                                       | FRA                                                        |             |
| 1986 | Bob Hoskins                                                                | Mona Lisa                                                  | Mona Lisa                                                                                             | GBR                                                        |             |
| 1987 | Marcello Mastroianni                                                       | Fekete szemek                                              | Oci ciornie                                                                                           | ITA                                                        |             |
| 1988 | Forest Whitaker                                                            | Bird – Charlie Parker élete                                | Bird                                                                                                  | USA                                                        |             |
| 1989 | James Spader                                                               | Szex, hazugság, videó                                      | Sex, Lies, and Videotape                                                                              | USA                                                        |             |
| 1990 | Gérard Depardieu                                                           | Cyrano de Bergerac                                         | Cyrano de Bergerac                                                                                    | FRA                                                        |             |
| 1991 | John Turturro                                                              | Hollywoodi lidércnyomás                                    | Barton Fink                                                                                           | USA                                                        |             |
| 1992 | Tim Robbins                                                                | A játékos                                                  | The Player                                                                                            | USA                                                        |             |
| 1993 | David Thewlis                                                              | Mezítelenül                                                | Naked                                                                                                 | GBR                                                        |             |
| 1994 | Ko Jou (Ge You)                                                            | Élni                                                       | Huocsö (活着, Huozhe)                                                                                 | CHN                                                        |             |
| 1995 | Jonathan Pryce                                                             | A festőnő szerelmei                                        | Carrington                                                                                            | GBR                                                        |             |
| 1996 | Pascal Duquenne és Daniel Auteuil                                          | És a nyolcadik napon…                                      | Le huitième jour                                                                                      | FRA                                                        |             |
| 1997 | Sean Penn                                                                  | Életem szerelme                                            | She’s So Lovely                                                                                       | USA                                                        |             |
| 1998 | Peter Mullan                                                               | Nevem, Joe                                                 | My Name Is Joe                                                                                        | GBR                                                        |             |
| 1999 | Emmanuel Schotté                                                           | Emberiség                                                  | L'humanité                                                                                            | FRA                                                        |             |
| 2000 | Liang Csao-vej (Tony Leung Chiu-wai)                                       | Szerelemre hangolva                                        | Fa jeung nin va (花樣年華, Fa yeung nin wa)                                                           | CHN                                                        |             |
| 2001 | Benoît Magimel                                                             | A zongoratanárnő                                           | La pianiste                                                                                           | FRA                                                        |             |
| 2002 | Olivier Gourmet                                                            | A fiú                                                      | Le fils                                                                                               | FRA                                                        |             |
| 2003 | Muzaffer Ozdemir és Mehmet Emin Toprak                                     | Messze                                                     | Uzak                                                                                                  | TUR                                                        |             |
| 2004 | Jagira Júja                                                                | Anyátlanok                                                 | Dare mo siranai (誰も知らない)                                                                        | JPN                                                        |             |
| 2005 | Tommy Lee Jones                                                            | Melquiades Estrada három temetése                          | The Three Burials of Melquiades Estrada                                                               | USA                                                        |             |
| 2006 | Jamel Debbouze, Samy Naceri, Roschdy Zem, Sami Bouajila és Bernard Blancan | A dicsőség arcai                                           | Indigènes                                                                                             | FRA                                                        |             |
| 2007 | Konsztantyin Nyikolajevics Lavronyenko                                     | –––                                                        | Izgnanie (Изгнание)                                                                                   | RUS                                                        |             |
| 2008 | Benicio del Toro                                                           | Che – Az argentin                                          | Che: Part One                                                                                         | PUR                                                        |             |
| 2009 | Christoph Waltz                                                            | Becstelen brigantyk                                        | Inglourious Basterds                                                                                  | AUT                                                        |             |
| 2010 | Javier Bardem                                                              | Biutiful                                                   | Biutiful                                                                                              | ESP                                                        | (megosztva) |
| 2010 | Elio Germano                                                               | Életünk                                                    | La nostra vita                                                                                        | ITA                                                        | (megosztva) |
| 2011 | Jean Dujardin                                                              | The Artist – A némafilmes                                  | The Artist                                                                                            | FRA                                                        |             |
| 2012 | Mads Mikkelsen                                                             | A vadászat                                                 | Jagten                                                                                                | DEN                                                        |             |
| 2013 | Bruce Dern                                                                 | Nebraska                                                   | Nebraska                                                                                              | USA                                                        |             |
| 2014 | Timothy Spall                                                              | Mr. Turner                                                 | Mr. Turner                                                                                            | GBR                                                        |             |
| 2015 | Vincent Lindon                                                             | Mennyit ér egy ember?                                      | La loi du marché                                                                                      | FRA                                                        |             |
| 2016 | Shahab Hosseini                                                            | Az ügyfél                                                  | Forushande (فروشنده)                                                                                  | IRN                                                        |             |
| 2017 | Joaquin Phoenix                                                            | Sosem voltál itt                                           | You were never really here                                                                            | USA                                                        |             |
| 2018 | Marcello Fonte                                                             | Dogman – Kutyák királya                                    | Dogman                                                                                                | ITA                                                        | [ * 1 ]     |
| 2019 | Antonio Banderas                                                           | Fájdalom és dicsőség                                       | Dolor y gloria                                                                                        | ESP                                                        | [ * 2 ]     |
| 2020 | A Covid19-pandémia miatt nem osztottak ki díjat.                           | A Covid19-pandémia miatt nem osztottak ki díjat.           | A Covid19-pandémia miatt nem osztottak ki díjat.                                                      | A Covid19-pandémia miatt nem osztottak ki díjat.           |             |
| 2021 | Caleb Landry Jones                                                         | –––                                                        | Nitram                                                                                                | USA                                                        | [ * 3 ]     |
| 2022 | Szong Gangho (Song Kang-ho)                                                | –––                                                        | Bulokho (브로커, Beurokeo)                                                                            | KOR                                                        | [ * 4 ]     |
| 2023 | Jakuso Kódzsi                                                              | Tökéletes napok                                            | Perfect Days                                                                                          | JPN                                                        | [ * 5 ]     |
| 2024 | Jesse Plemons                                                              | A kegyelem fajtái                                          | Kinds of Kindness                                                                                     | USA                                                        | [ * 6 ]     |
| 2025 | Wagner Moura                                                               |                                                            | O Agente Secreto                                                                                      | BRA                                                        |             |